# Chymotrypsine
La chymotrypsine est une peptidase digestive sécrétée par le pancréas, de la famille des protéases à sérine, qui catalyse des protéolyses. Elle est codée par deux gènes situés sur le chromosome 16, dont le produit est une proenzyme appelée chymotrypsinogène, qui doit être activé ultérieurement pour donner la chymotrypsine elle-même. Cette enzyme hydrolyse préférentiellement les protéines au niveau des liaisons peptidiques en aval d'un résidu de tyrosine, de tryptophane, de phénylalanine, de méthionine ou de leucine. Le site actif de la chymotrypsine comporte une poche hydrophobe dans laquelle se loge l'acide aminé du substrat. Ceci permet le positionnement de la liaison à cliver en regard de la sérine catalytique.

## Synthèse et activation
La chymotrypsine est produite par le pancréas sous une forme inactive appelée le chymotrypsinogène. L'activation est provoquée par la trypsine qui coupe cette molécule en deux chaînes, puis par la chymotrypsine elle-même lors d'une trans-protéolyse, donnant à la fin une structure globulaire compacte de trois chaînes reliées par deux ponts disulfures et repliées en 2 domaines de 120 acides aminés.
Ces domaines adoptent la conformation d'un tonneau β formé de 6 brins β.
Le site actif est situé dans une crevasse bordée par les 2 domaines. Il fixe le substrat au niveau de 2 régions (la région 214-216, liaison non spécifique, et la région 189-216 et 226, liaison spécifique).

## Mécanisme d'action
La chymotrypsine intervient dans la protéolyse des protéines du système digestif des mammifères et autres êtres vivants. Elle catalyse le clivage des chaînes polypeptidiques par hydrolyse, mécanisme au départ extrêmement lent sans un activateur.
La chymotrypsine attaque les groupes carbonyles potentiellement nucléophiles impliqués dans une liaison peptidique grâce à la sérine 195, laquelle se lie à son substrat pour former un intermédiaire substrat-enzyme covalent. Le site actif de l'enzyme fait également intervenir les acides aminés His57, Asp102 et Gly193.
Il a été montré que la réaction de la chymotrypsine avec son substrat se produit en deux phases : une phase initiale d'éclatement au tout début de la réaction, puis une phase d'état stationnaire qui suit la loi de Michaelis-Menten.
La chymotrypsine doit absolument être conservée au froid pour garder l'activité enzymatique.

Mécanisme d'action de la chymotrypsine.

## Séquence
Séquence du chymotrypsinogène B1 (gènes 16q23 et 16q24.1)
```
        10          20          30          40          50          60
MASLWLLSCF  SLVGAAFGCG  VPAIHPVLSG  LSRIVNGEDA  VPGSWPWQVS  LQDKTGFHFC

        70          80          90         100         110         120
GGSLISEDWV  VTAAHCGVRT  SDVVVAGEFD  QGSDEENIQV  LKIAKVFKNP  KFSILTVNND

       130         140         150         160         170         180
ITLLKLATPA  RFSQTVSAVC  LPSADDDFPA  GTLCATTGWG  KTKYNANKTP  DKLQQAALPL

       190         200         210         220         230         240
LSNAECKKSW  GRRITDVMIC  AGASGVSSCM  GDSGGPLVCQ  KDGAWTLVGI  VSWGSDTCST

       250         260
SSPGVYARVT  KLIPWVQKIL  AAN

```

Séquence du chymotrypsinogène B2 (gène 16q23.1)
```
        10          20          30          40          50          60
MAFLWLLSCW  ALLGTTFGCG  VPAIHPVLSG  LSRIVNGEDA  VPGSWPWQVS  LQDKTGFHFC

        70          80          90         100         110         120
GGSLISEDWV  VTAAHCGVRT  SDVVVAGEFD  QGSDEENIQV  LKIAKVFKNP  KFSILTVNND

       130         140         150         160         170         180
ITLLKLATPA  RFSQTVSAVC  LPSADDDFPA  GTLCATTGWG  KTKYNANKTP  DKLQQAALPL

       190         200         210         220         230         240
LSNAECKKSW  GRRITDVMIC  AGASGVSSCM  GDSGGPLVCQ  KDGAWTLVGI  VSWGSRTCST

       250         260
TTPAVYARVA  KLIPWVQKIL  AAN

```